# Agapetus hamatus
Agapetus hamatus är en nattsländeart som beskrevs av Ross 1956. Agapetus hamatus ingår i släktet Agapetus och familjen stenhusnattsländor. Inga underarter finns listade i Catalogue of Life.